# Structure-agency-debat
Het structure-agency-debat is de methodologische discussie of sociale structuur centraal moet worden gesteld in de sociale wetenschappen, of het menselijk handelen. Het macro-micro-debat verschilt op enkele punten, maar kent grote overeenkomsten.
Voor de aanhangers van structuur geldt dat vooral socialisatie bepalend is voor gedrag, terwijl de aanhangers van agency – het potentieel tot handelen – stellen dat elk individu over autonomie en vrije wil beschikt die bepalend is voor het gedrag. Dat beide van belang zijn, wordt vrij algemeen aanvaard, alleen zien aanhangers de eigen benadering als vruchtbaarder om tot verklaringen te komen. Buiten de meest extreme standpunten wordt de wisselwerking tussen beide mechanismes benadrukt. Binnen de geesteswetenschappen is een vergelijkbare discussie die tussen structuralisme en hermeneutiek.

## Ontwikkeling
De tegenstelling was al te vinden aan het begin van de ontwikkeling van de sociologie. Émile Durkheim, een van de grondleggers van de sociologie, zag sociale feiten als de sturende krachten van actoren. Sociale feiten zag hij als sociale verschijnselen die extern aan het individu zijn, maar wel een dwingend karakter hebben. Dit kunnen morfologische verschijnselen zijn, zoals bevolkingsdichtheid en migratie, maar ook instituties, zoals de waarden, normen en het collectief bewustzijn. Door sociale feiten te bestuderen op positivistische wijze, kan de maatschappij onderzocht worden. Volgens dit idee van universalisme kunnen net als bij de natuurwetenschappen individuele waarnemingen via inductie gegeneraliseerd worden tot algemeen geldende wetten.
Volgens Max Weber werd het handelen van een individu niet door de bovenliggende structuur bepaald. Hij benaderde het van onderaf en stelde dat sociaal handelen bepaald wordt door de intenties van de individu. Om dit handelen te begrijpen, moet de zingeving achter deze intenties begrepen worden. Verstehen staat dan ook centraal in de interpretatieve sociologie. Volgens het idee van particularisme kent elke cultuur zijn eigen omstandigheden en relaties. In het uiterste geval worden universalia volledig ontkent en is theorievorming onmogelijk.
De extreme standpunten werden echter in de vroege sociologie nauwelijks ingenomen en ook voor Weber en Durkheim gold dat ze beiden het belang van zowel individu als samenleving erkenden. Dat gold ook voor Talcott Parsons die in zijn vroege werk The Structure of Social Action stelde:
It is hoped, in transcending the positivist–idealist dilemma, to show a way of transcending also the old individualism–society organism or, as it is often called, social nominalism–realism dilemma which has plagued social theory to so little purpose for so long.
Met zijn handelingstheorie dacht Parsons het dualisme te hebben opgelost doordat hiermee duidelijk moest worden dat er feitelijk geen dualisme was. Er was geen sprake van een Leviathan die buiten de mens om regels oplegt. Parsons was beïnvloed door Weber en Durkheim en legde de nadruk op de invloed van onderlinge relaties. De invloed van Weber klonk door in de ruimte die Parsons gaf aan actoren. Van daaruit probeerde Parsons een systematische algemene handelingstheorie op te stellen. Dat Weber hier niet zelf toe was gekomen, had volgens hem te maken met diens historistische achtergrond die in algemene theorieën een afbreuk zag van het individuele en particularistische karakter van geschiedenis. Hoewel Parsons wel ruimte gaf aan actoren en voluntarisme, ondergingen de actoren het socialisatieproces bij hem echter vooral passief en had hij meer aandacht voor structuur en functie.

## Syntheses
Er zijn de nodige pogingen om te komen tot syntheses van beide benaderingen.

### Structuratietheorie

Het stratificatiemodel van de agent

Met Anthony Giddens begon een periode waarin gezocht werd naar een integratie van de beide zienswijzen. Hij introduceerde daarbij een nieuw vocabulaire met exactere definities, waarbij individu plaats moest maken voor agency en samenleving voor structure. Met zijn structuratietheorie richtte Giddens zich op het raakvlak van structuur en agency. De verbinding hiertussen wordt gevormd door de regels of conventies die elke actor ondervindt in een sociale structuur. Deze conventies herbergen een dualiteit; ze zijn zowel een bewust medium als een veelal onbewust gevolg. Zo is het bewuste gebruik van de conventies van een taal nodig om begrijpelijk te kunnen communiceren, terwijl die taal hiermee onbewust in stand wordt gehouden.
Door conformisme blijven deze conventies in stand, door Weber traditioneel handelen genoemd. Hier tegenover staat reflexiviteit, de reflectie of toetsing en daarop herziening van het sociale handelen, dat juist de sociale structuur met zijn conventies verandert.
Giddens ziet daarbij drie structuren waarbinnen de actoren handelen:
- significatie (zingeving), dat wordt bereikt met communicatie
- legitimatie op basis van de heersende normen
- heerschappij op basis van macht

### Analytisch dualisme
Waar Giddens stelt dat structuur en agency een dualiteit zijn en niet gescheiden kunnen worden van elkaar, wijst Margaret Archer juist op de analytische kracht van die scheiding. Het dualisme van Archer is dan ook geen werkelijk of ontologisch dualisme zoals bij Descartes, maar een analytisch dualisme.

### Veld en habitat
Pierre Bourdieu ontwikkelde het begrip veld (champ) en habitus om de kloof te overbruggen tussen het existentialisme van Sartre, waarin de actoren een zeer grote invloed hebben, en het structuralisme van Lévi-Strauss, waarin de sociale structuur allesbepalend is.
Volgens Bourdieu bestaat de sociale ruimte uit verschillende velden, zoals politiek, wetenschap en kunst. Daarbinnen is een constante strijd om de eigen positie te behouden of verbeteren en zo het economisch, cultureel, sociaal en symbolisch kapitaal te vergroten. Die strijd maakt macht en daarmee politiek essentieel. Om een specifiek veld te onderzoeken, moet dan ook eerst de relatie van dat veld tot het politieke veld worden bepaald. Daarna moeten de relaties binnen het veld worden vastgesteld. Als laatste stap moet de habitus van de personen in het veld worden bepaald.
De habitus is de cognitieve structuur in ieders geest die ontstaat door internalisering van de sociale ruimte. De habitus maakt het mogelijk om de waarnemingen van die ruimte te begrijpen en te evalueren. De habitus wordt onder meer gevormd door de leeftijdsklasse, gender en sociale klasse. De habitus beperkt het handelen, maar bepaalt deze niet en daarmee onderscheidt Bourdieu zich van de structuralisten. Habitus draagt enkel bij aan de besluitvorming, de actor kiest zelf zijn strategie. Er is geen sprake van volledige rationaliteit of formele logica zonder vrije wil, maar van een praktische logica. Het is deze pratique waarin habitus, kapitaal en veld elkaar tegenkomen en elkaar beïnvloeden:
[(habitus)(kapitaal)] + veld = praktijk
Door de nadruk op de relatie tussen habitus en veld wordt deze tussenvorm van methodologisch individualisme en methodologisch holisme ook wel methodologisch relationisme genoemd.
Michel Foucault stelde dat elke cultuur en elke tijd zijn eigen discours heeft om de wereld in te delen en dat categorisatie in het ene discours in een ander discours niet begrepen wordt. Hoewel Foucault de tegenstelling structuur-agency afwees, heeft het begrip discours veel gemeen met de structuur van Giddens en de habitus van Bourdieu. Voor alle drie geldt dat de individu de regels of conventies van de samenleving overneemt, waarbij er bij Giddens meer ruimte is voor de eigen wil.

### Systeem en leefwereld
Habermas noemde het innerlijke perspectief van de maatschappij de leefwereld. Het objectieve perspectief van een buitenstaander is het systeem waarbij onderzoek zich vooral richt op het verband tussen het handelen van de actoren, de functies daarvan en de bijdrage daarvan aan het systeem. Deze twee benaderingen noemde Habermas sociale integratie en systeemintegratie. Sociale integratie gaat uit van communicatief handelen waarmee actoren onderling tot consensus proberen te komen. Dit perspectief gaat uit van de actoren, waarmee het perspectief vanuit systeemniveau verloren gaat. Vanuit dat laatste perspectief wordt het systeem als zelfregulerend gezien, maar daarbij gaat het perspectief van de actoren verloren.
Habermas stelde daarom voor om beiden te integreren en daarbij de ontwikkeling van beide te beschouwen. Bij beiden zag hij een proces van rationalisering, maar binnen het systeem was dit door middel van doelrationaliteit, terwijl binnen de leefwereld een rationalisering van het communicatief handelen optreedt. Door dat laatste wordt onder meer taal steeds beter geschikt om consensus te verkrijgen. De eisen aan de taal worden daarmee echter ook steeds groter en gaan deze uiteindelijk te boven. Communicatiemiddelen zonder taal, vooral geld en macht en daarmee monetarisering en bureaucratisering, krijgen daardoor de ruimte om op de voorgrond te treden. Dat heeft tot gevolg dat het systeem steeds meer de leefwereld binnendringt, wat Habermas de kolonisering van de leefwereld noemt.

### Kritisch realisme
|                | Echt | Werkelijk | Empirisch |
| -------------- | ---- | --------- | --------- |
| Mechanismes    | x    |           |           |
| Gebeurtenissen | x    | x         |           |
| Ervaringen     | x    | x         | x         |

Roy Bhaskar maakte in zijn kritisch realisme een onderscheid tussen intransitieve en transitieve kennis en de overlappende domeinen van echt (real), werkelijk (actual) en empirisch (empirical).
Zo kan het causale mechanisme van bliksem echt aanwezig zijn, maar niet werkelijk optreden door het ontbreken van bepaalde voorwaarden of door de storende invloed van andere causale mechanismes. Daarnaast worden niet alle bliksemschichten waargenomen. De echte wereld heeft zijn objecten, structuren en causale mechanismes die onafhankelijk zijn van waarnemingen door mensen, ze zijn intransitief. De causale mechanismes zelf zijn niet waar te nemen en ook niet alle objecten en structuren zijn al waargenomen. Dat maakt dat theorieën nooit volledig de echte wereld kunnen beschrijven, ze zijn feilbaar en daarmee transitief. Dat niet alles te kennen is, betekende voor Bhaskar niet dat het er niet is. Hij pleitte daarom voor een onderscheid tussen wat te kennen is, de epistemologie, en dat wat is, de ontologie.

Transformational Model of Social Action

De verbinding tussen structuur en praxis
1 en 1': onbedoelde gevolgen, 2: niet-herkende voorwaarden, 3: niet-herkende motivatie, 4: impliciete vaardigheden

Daarna paste hij zijn ideeën toe op de sociale wetenschappen en zag daarbij de voorwaarden voor sociale fenomenen intransitief aanwezig of transcendent waarbij de betekenis buiten de mens ligt:
1. The conditions for the phenomena (namely social activities as conceptualized in experience) exist intransitively and may therefore exist independently of their appropriate conceptualization, and as such be subject to an unacknowledged possibility of historical transformation.
2. The phenomena themselves may be false or in an important sense inadequate (for example, superficial or or systematically misleading).[2]

Bhaskar herkende zich in een uitspraak van Karl Marx:
Die Gesellschaft besteht nicht aus Individuen, sondern drückt die Summe der Beziehungen, Verhältnisse aus, worin diese Individuen zueinander stehen.
en schreef
Society does not exist independently of human activity (the error of reification). But it is not the product of it (the error of voluntarism). [...]
Society, then, provides necessary conditions for intentional human action, and intentional human action is a necessary condition for it. Society is only present in human action, but human action always expresses and utilizes some or other social form. Neither can, however, be identified with, reduced to, explained in terms of, or reconstructed from the other.
Bhaskar was zich bewust van het gevaar van de introductie van een metafysisch element, maar zag daar emergentie als de verklaring:
a property possessed by an entity at a certain level of organization may be said to be emergent from some lower level insofar as it is not predictable from the properties found at that level.
society, as a real object of possible scientific study, possesses properties irreducible to those of people.
Bhaskar kwam zo tot zijn Transformational Model of Social Action (TMSA) dat hij later aanvulde met een verbinding tussen structuur en praxis. Archer bouwde daar op voort met haar morfogenetische/morfostatische benadering (M/M).
| Sociale structuur - Niveau E Geschreven teksten (procedures, wetten, regels), materiële systemen en infrastructuur (architectuur, stedenbouwkunde, communicatie en transportnetwerken) |
| Stabiele emergenties - Niveau D Subculturen, slang en catchphrases, gespreksroutines, gedeelde sociale praktijken, collectief geheugen                                                 |
| Kortstondige emergenties - Niveau C Onderwerp, context, interactioneel kader, participatiestructuur; relatieve rol- en statustoewijzingen                                              |
| Interactie - Niveau B Discourspatronen, symbolische interactie, samenwerking, onderhandeling                                                                                           |
| Individu - Niveau A Intentie, agency, geheugen, persoonlijkheid, cognitieve processen                                                                                                  |

### Emergentie
Keith Sawyer bouwde voort op het principe van emergentie, maar ging voorbij het dualisme van structuur en agency. In plaats van twee niveaus, maakte hij onderscheid in vijf niveaus die uit elkaar voortkomen door emergentie en waarbij hogere niveaus niet eenvoudig naar de lagere niveaus gereduceerd kunnen worden. Naast het realisme, richtte hij zich ook op het symbolisch interactionisme, dat door realisten veelal als te individualistisch werd afgewezen. Door de onderlinge interactie worden dingen mogelijk die individueel niet mogelijk zijn en daarnaast is voor de interactie een gedeeld begrip en symboliek nodig. Daarnaast introduceerde hij de stabiele emergenties en de kortstondige emergenties waarmee Sawyer emergente eigenschappen kan benoemen die vanuit een institutionele kant gemist worden en ook de kant van het interactionisme krijgt van Sawyer zo meer aandacht dan eerdere benaderingen. Het blijft echter in essentie een realistische benadering.

### Geïntegreerd sociologisch paradigma

Belangrijkste niveaus van sociale analyse

George Ritzer baseerde zich op het werk van Abraham Edel en Georges Gurvitch om tot een integratie te komen van de verschillende niveaus van analyse.
De vijf micro-macro-niveaus en tien objectieve en subjectieve niveaus van Gurvitch bracht Ritzer terug tot twee bij twee. Zo zijn er op het macro-niveau enerzijds de objectieve bureaucratie en technologie en anderzijds de subjectieve cultuur, waarden en normen. Op micro-niveau zijn gedragspatronen, handelingen en interactie objectief, terwijl percepties en overtuigingen subjectief zijn.
Dit resulteert in vier niveaus waarbij Ritzer stelde dat de nadruk bij sociale analyses moet liggen op de dialectische interactie tussen de niveaus.

### Multidimensionale sociologie
Jeffrey Alexander ging in wat hij zijn multidimensionale sociologie noemde enerzijds uit van de benadering van Parsons van het probleem van orde en anderzijds vanuit handelen. Het probleem van orde kan zowel collectief als individueel benaderd worden, terwijl hij bij handelen zowel een materialistische als een idealistische invalshoek ziet. Ritzer heeft dat in zijn overzichtswerk uiteengezet op een vergelijkbare wijze als bij zijn eigen model. Anders dan bij Ritzer ligt de nadruk bij Alexander niet op de interactie tussen de niveaus, maar aansluitend op zijn structureel functionalistische achtergrond op het collectief-normatieve niveau.

### Microfundamenten van macrosociologie
Randall Collins verwierp emergentie en stelde in plaats daarvan de aggregatiehypothese voor waarin macrosociologie op een reductionische wijze teruggebracht wordt tot de optelsom van interacties tussen echte personen. Vanuit dit interactionisme vermeed hij wel verder reductionisme naar nog lagere microniveaus als gedachten en gedrag. Op het niveau van interactie is volgens Collins de werkelijke causaliteit terug te vinden.
Ook Karin Knorr Cetina wilde de macrosociologie een microsociologische basis geven met een nadruk op interactie, maar gaf daarbij meer ruimte aan enerzijds het bewustzijn en anderzijds fenomenen op macro-niveau. Zo kwam zij tot de representatiehypothese waarbij macrostructuren zich als representaties of voorstellingen nestelen bij mensen.

### Badkuipmodel

Het badkuipmodel van Coleman

Het badkuipmodel van James Samuel Coleman bestaat uit vier punten waarbij de bovenste twee zich op macro-niveau bevinden en de onderste twee op micro-niveau.
Coleman baseerde zich op de stelling van Robert K. Merton dat geaggregeerde uitkomsten niet noodzakelijk bedoeld zijn, maar onverwachte gevolgen van sociaal handelen.

### Figuratiesociologie
Voor Norbert Elias stond sociale verandering centraal. Structuren zijn niet statisch, maar dynamisch, wat hij figuraties noemde. Dit betreft bekende vormen als het gezin, stammen, bedrijven en naties, maar ook vergaderingen, wedstrijden, stakingen en oorlogen. Van groot belang daarbij is dat het individu niet tegenover de figuratie gesteld kan worden: zonder kind is er geen gezin.
In zijn figuratiesociologie of processociologie behandelde hij de vervlechtingsmechanismes die plaatsvinden in en tussen die figuraties. In plaats van de tot dan toe in de sociologie heersende opvatting van de gesloten mens, de Homo clausus, ging Elias uit van een mens die open staat voor en onderling afhankelijk is van anderen. Deze relaties veranderen daarbij continue door een steeds verschuivende machtsbalans.
Om de ontwikkelingsgraad van een maatschappij te bepalen, zag Elias drie fundamentele beheersingsvormen:
- natuurbeheersing, de technologische ontwikkeling
- sociale beheersing, de maatschappelijke organisatie
- zelfbeheersing, onder meer het civilisatieproces

Hoewel deze elkaar beïnvloeden, is er geen mechanisch verband tussen de drie.

## Belangrijkste verschillen tussenstructure-agencyen macro-micro
Er zijn veel overeenkomsten tussen het structure-agency-debat en het macro-micro-debat, maar ook de nodige verschillen. Zo lijkt structuur meestal overeen te komen met macro en agency met micro, maar de definities en benaderingen van enkele auteurs wijkt hiervan af.
Structuur
Giddens maakte onderscheid tussen systeem en structuur en had daarbij afwijkende definities waarbij zijn systeem meer overeenkwam met de gebruikelijke definitie van structuur. Als systeem zag hij reproduced relations between actors or collectivities, waarmee zowel het micro- als het macroniveau bestreken wordt.
Agency
Meestal heeft agency betrekking op individuele actoren, maar Alain Touraine legde daarvoor de nadruk op sociale klassen. Tom R. Burns trof het aan bij individuen, georganiseerde groepen, organisaties en landen.
Macro
Macro verwijst meestal naar grote sociale structuren, zoals in het structuralisme in Europa, maar in het structureel functionalisme in de Verenigde Staten ook naar culturen en collectieven.
Micro
Micro verwijst naar actoren die vaak bewust en creatief zijn, maar in benaderingen als behaviorisme, sociale uitwisselingstheorie en rationelekeuzetheorie zijn deze relatief mechanistisch.

## Sociale geografie
Waar de geografische locatie vrijwel verdween als verklarende factor binnen de sociale wetenschappen, kent de sociale geografie juist een sterke invloed van het determinisme waarbij de locatie in sterke mate bepalend is voor de inrichting van een maatschappij. Dit was aanvankelijk een fysisch-geografisch determinisme, gevolgd door ruimtelijk determinisme en daarna het historisch-geografisch materialisme van David Harvey. Op elk van deze benaderingen volgde een reactie met een benadering die meer ruimte gaf aan de mens.
Het fysisch-geografisch determinisme van de eerste helft van de twintigste eeuw kende extreme uitersten waarbij de mens nog nauwelijks invloed had op de ontwikkeling van de samenleving. Dit bleek niet houdbaar nadat er gebieden werden geanalyseerd waar in vergelijkbare omstandigheden verschillende soorten landbouw werden beoefend, zoals het geval was in West- en Oost-Duitsland. Een reactie op dit determinisme ontstond in Frankrijk, waar Paul Vidal de La Blache stelde dat de natuur niet alleen beperkingen oplegt en een uitkomst bepaalt, maar dat deze ook mogelijkheden biedt. Lucien Febvre noemde deze benadering het possibilisme. Dit resulteerde echter ook in doorgeschoten vormen van wat wel menselijk determinisme genoemd werd, waarbij de natuur een volledig ondergeschikte rol speelde. Veel possibilisten kwamen uit gematigde streken waar de natuur veel mogelijkheden biedt, zeker op korte termijn. In andere gebieden bleek de natuur echter veel minder manipuleerbaar en ook in de gematigde gebieden waren er op de langere termijn grenzen.
De locatietheorie heeft zijn oorsprong in de economie en daarin vooral het werk van Johann Heinrich von Thünen. De kwantitatieve revolutie introduceerde een nieuwe methode om de invloed van locatie te bestuderen binnen de sociale geografie. Hiertoe werden modellen opgezet waarvan de hypotheses echter met maar weinig succes uit tests kwamen. Hierop ontwikkelde zich de humanistische geografie waarin de mens weer meer een rol kreeg. Ook hier volgde een overreactie die deze keer tot staan werd gebracht onder invloed van het structure-agency-debat in de sociale wetenschappen die door Giddens in gang was gezet. Dit debat werd door Derek Gregory en Nigel Thrift naar de sociale geografie gebracht.